# 2002-es CONCACAF-aranykupa
A 2002-es CONCACAF-aranykupa a hatodik CONCACAF-torna volt. Ismét az Egyesült Államok két városa volt a helyszín: Miami és Pasadena. A torna lebonyolítása megegyezett a 2000-esével: 12 csapat játszott négy háromfős csoportban, ahonnan az első két-két csapat jutott tovább az egyenes kieséses szakaszba, a negyeddöntőkbe.
Ezúttal Ecuador és Dél-Korea kapott meghívást a tornára a nem-CONCACAF országok közül.
A címvédő Kanadai labdarúgó-válogatott – akárcsak két évvel korábban – ismét csak szerencsével jutott tovább a csoportból. Miután Haitival és Ecuadorral körbeverék egymást, sorsolással dőlt el, hogy a dél-amerikaiak nem jutnak tovább. Kanadát végül az elődöntőben elhagyta a szerencséje: tizenegyesekkel veszítettek a házigazdákkal szemben. A döntőben végül az Egyesült Államok Josh Wolff és Jeff Agoos góljaival 2–0-ra legyőzte Costa Ricát, így 1991 után ismét megnyerte a tornát.
A torna után két kubai játékos, Alberto Delgado és Rey Angel Martínez nem tért haza, hanem politikai menedékjogot kért az Egyesült Államokban.

## Csoportmérkőzések

### A csoport
| Csapat    | M | Gy | D | V | Rg | Kg | Gk | P |
| --------- | - | -- | - | - | -- | -- | -- | - |
| Mexikó    | 2 | 2  | 0 | 0 | 4  | 1  | +3 | 6 |
| Salvador  | 2 | 1  | 0 | 1 | 1  | 1  | 0  | 3 |
| Guatemala | 2 | 0  | 0 | 2 | 1  | 4  | –3 | 0 |

| 2002. január 19. |

| Mexikó        | 1–0   | Salvador |
| ------------- | ----- | -------- |
| J. García 31' | (1–0) |          |

| Rose Bowl, Pasadena Nézőszám: 42 117 Játékvezető: Zambrano (ecuadori) |

| 2002. január 21. |

| Mexikó                                       | 3–1   | Guatemala |
| -------------------------------------------- | ----- | --------- |
| Bautista 27' (11-esből) Garces 38' Ochoa 92' | (2–1) | Plata 36' |

| Rose Bowl, Pasadena Nézőszám: 31 244 Játékvezető: Prendergast (jamaicai) |

| 2002. január 23. |

| Salvador    | 1–0   | Guatemala |
| ----------- | ----- | --------- |
| Cabrera 58' | (0–0) |           |

| Rose Bowl, Pasadena Nézőszám: 12 906 Játékvezető: Zambrano (ecuadori) |

### B csoport
| Csapat           | M | Gy | D | V | Rg | Kg | Gk | P |
| ---------------- | - | -- | - | - | -- | -- | -- | - |
| Egyesült Államok | 2 | 2  | 0 | 0 | 3  | 1  | +2 | 6 |
| Dél-Korea        | 2 | 0  | 1 | 1 | 1  | 2  | –1 | 1 |
| Kuba             | 2 | 0  | 1 | 1 | 0  | 1  | –1 | 1 |

| 2002. január 19. |

| Egyesült Államok        | 2–1   | Dél-Korea          |
| ----------------------- | ----- | ------------------ |
| Donovan 36' Beasley 92' | (1–1) | Song Chong-gug 38' |

| Rose Bowl, Pasadena Nézőszám: 42 117 Játékvezető: Richard (dominikai) |

| 2002. január 21. |

| Egyesült Államok       | 1–0   | Kuba |
| ---------------------- | ----- | ---- |
| McBride 22' (11-esből) | (1–0) |      |

| Rose Bowl, Pasadena Nézőszám: 31 244 Játékvezető: Pineda (hondurasi) |

| 2002. január 23. |

| Dél-Korea | 0–0 | Kuba |
| --------- | --- | ---- |
|           |     |      |

| Rose Bowl, Pasadena Nézőszám: 12 906 Játékvezető: Bynoe (trinidadi) |

### C csoport
| Csapat             | M | Gy | D | V | Rg | Kg | Gk | P |
| ------------------ | - | -- | - | - | -- | -- | -- | - |
| Costa Rica         | 2 | 1  | 1 | 0 | 3  | 1  | +2 | 4 |
| Martinique         | 2 | 1  | 0 | 1 | 1  | 2  | –1 | 3 |
| Trinidad és Tobago | 2 | 0  | 1 | 1 | 1  | 2  | –1 | 1 |

| 2002. január 18. |

| Costa Rica              | 2–0   | Martinique |
| ----------------------- | ----- | ---------- |
| Medford 38' Fonseca 55' | (1–0) |            |

| Orange Bowl, Miami Nézőszám: 14 508 Játékvezető: Alcalá (mexikói) |

| 2002. január 20. |

| Costa Rica  | 1–1   | Trinidad és Tobago     |
| ----------- | ----- | ---------------------- |
| Fonseca 56' | (0–0) | S. John 93' (11-esből) |

| Orange Bowl, Miami Nézőszám: 12 253 Játékvezető: Hall (USA) |

| 2002. január 22. |

| Martinique | 1–0   | Trinidad és Tobago |
| ---------- | ----- | ------------------ |
| Percin 51' | (0–0) |                    |

| Orange Bowl, Miami Nézőszám: 3 827 Játékvezető: Sibrian (salvadori) |

### D csoport
| Csapat  | M | Gy | D | V | Rg | Kg | Gk | P |
| ------- | - | -- | - | - | -- | -- | -- | - |
| Kanada  | 2 | 1  | 0 | 1 | 2  | 2  | 0  | 3 |
| Haiti   | 2 | 1  | 0 | 1 | 2  | 2  | 0  | 3 |
| Ecuador | 2 | 1  | 0 | 1 | 2  | 2  | 0  | 3 |

| 2002. január 18. |

| Kanada          | 2–0   | Haiti |
| --------------- | ----- | ----- |
| McKenna 28' 49' | (1–0) |       |

| Orange Bowl, Miami Nézőszám: 14 508 Játékvezető: Moreno (panamai) |

| 2002. január 20. |

| Haiti                        | 2–0   | Ecuador |
| ---------------------------- | ----- | ------- |
| Méndez 6' (öngól) Alerte 44' | (2–0) |         |

| Orange Bowl, Miami Nézőszám: 12 253 Játékvezető: Batres (guatemalai) |

| 2002. január 22. |

| Ecuador                     | 2–0   | Kanada |
| --------------------------- | ----- | ------ |
| Aguinaga 88' 93' (11-esből) | (0–0) |        |

| Orange Bowl, Miami Nézőszám: 3 827 Játékvezető: Hall (USA) |

## Egyenes kieséses szakasz

### Negyeddöntő
| 2002. január 26. |

| Costa Rica           | 2–1 (h.u.)   | Haiti         |
| -------------------- | ------------ | ------------- |
| Centeno 2' Gómez 97' | (1 – 0, 1–1) | G. Pierre 62' |

| Orange Bowl, Miami Nézőszám: 14 823 Játékvezető: Alcalá (mexikói) |

| 2002. január 26. |

| Kanada                                                         | 1–1 (h.u.)          | Martinique                                                    |
| -------------------------------------------------------------- | ------------------- | ------------------------------------------------------------- |
| McKenna 73'                                                    | (0 – 0, 1 – 1, 1–1) | Rogers 63' (öngól)                                            |
| Büntetőpárbaj                                                  |                     |                                                               |
| McKenna J.Brennan De Rosario T.Nsaliwa J.DeVos Stalteri J.Bent | 6 – 5               | L.Lupon F.Clément D.DiCanot L.Mirande Reuperne Heurlié P.Lina |

| Orange Bowl, Miami Nézőszám: 14 823 Játékvezető: Batres (guatemalai) |

| 2002. január 27. |

| Dél-Korea                                               | 0–0 (h.u.) | Mexikó                       |
| ------------------------------------------------------- | ---------- | ---------------------------- |
|                                                         |            |                              |
| Büntetőpárbaj                                           |            |                              |
| Lee Eul-yong Lee Dong-gook Choi Sung-yong Lee Young-pyo | 4 – 2      | Noriega de Andas Sosa Hierro |

| Rose Bowl, Pasadena Nézőszám: 31 628 Játékvezető: Pineda (hondurasi) |

| 2002. január 27. |

| Egyesült Államok             | 4–0   | Salvador |
| ---------------------------- | ----- | -------- |
| McBride 9' 11' 21' Razov 72' | (3–0) |          |

| Rose Bowl, Pasadena Nézőszám: 31 628 Játékvezető: Richard (dominikai) |

### Elődöntő
| 2002. január 30. |

| Costa Rica                 | 3–1   | Dél-Korea          |
| -------------------------- | ----- | ------------------ |
| Gómez 44' Wanchope 77' 82' | (1–0) | Choi Jin-cheul 81' |

| Rose Bowl, Pasadena Nézőszám: 7 241 Játékvezető: Sibrian (salvadori) |

| 2002. január 30. |

| Egyesült Államok             | 0–0 (h.u.) | Kanada                              |
| ---------------------------- | ---------- | ----------------------------------- |
|                              |            |                                     |
| Büntetőpárbaj                |            |                                     |
| Donovan McBride Agoos Mathis | 4 – 2      | McKenna Stalteri De Rosario Nsaliwa |

| Rose Bowl, Pasadena Nézőszám: 7 241 Játékvezető: Prendergast (jamaicai) |

### 3. helyért
| 2002. február 2. |

| Kanada                                 | 2–1   | Dél-Korea       |
| -------------------------------------- | ----- | --------------- |
| Kim Do-heon 34' (öngól) De Rosario 35' | (2–1) | Kim Do-heon 15' |

| Rose Bowl, Pasadena Nézőszám: 14 432 Játékvezető: Bynoe (trinidadi) |

### Döntő
| 2002. február 2. |

| Egyesült Államok    | 2–0   | Costa Rica |
| ------------------- | ----- | ---------- |
| Wolff 37' Agoos 63' | (1–0) |            |

| Rose Bowl, Pasadena Nézőszám: 14 432 Játékvezető: Batres (guatemalai) |

| 2002-es CONCACAF-aranykupa bajnoka: |
| ----------------------------------- |
| EGYESÜLT ÁLLAMOK 2. cím             |

## Góllövőlista
4 gól
- Brian McBride

3 gól
- Kevin McKenna

2 gól
- Rolando Fonseca
- Ronald Gómez
- Paulo Wanchope
- Álex Aguinaga

## Díjak
A torna legértékesebb játékosa
- Brian McBride

A torna legjobb kapusa
- Lars Hirschfeld

Fair Play-díj
- Costa Rica

A torna válogatottja
- K0 –  Odelin Molina
- V0 –  Luis Marin
- V0 –  Jeff Agoos
- V0 –  Jason DeVos
- Kp –  Luis Sosa
- Kp –  Mauricio Solis
- Kp –  Landon Donovan
- Kp –  Kim Nam-Il
- Kp –  Ronald Gómez
- T0 –  Kevin McKenna
- T0 –  Brian McBride

Cserék
- K0 –  Shaka Hislop
- V0 –  Ludovic Mirande
- V0 –  Pierre Bruny
- Kp –  Santos Cabrera
- Kp –  Álex Aguinaga
- T0 –  Ronald Cerritos
- T0 –  Juan Carlos Plata

## Statisztika
| Csapat | Csapat             | M | Gy | D | V | G+ | G– | Gk | %     | P  |
| ------ | ------------------ | - | -- | - | - | -- | -- | -- | ----- | -- |
| 1      | Egyesült Államok   | 5 | 4  | 1 | 0 | 9  | 1  | +8 | 90,0% | 13 |
| 2      | Costa Rica         | 5 | 3  | 1 | 1 | 8  | 5  | +3 | 70,0% | 10 |
| 3      | Kanada             | 5 | 2  | 2 | 1 | 5  | 4  | +1 | 60,0% | 8  |
| 4      | Dél-Korea          | 5 | 0  | 2 | 3 | 3  | 7  | -4 | 20,0% | 2  |
| 5      | Mexikó             | 3 | 2  | 1 | 0 | 4  | 1  | +3 | 83,3% | 7  |
| 6      | Martinique         | 3 | 1  | 1 | 1 | 2  | 3  | -1 | 50,0% | 4  |
| 7      | Haiti              | 3 | 1  | 0 | 2 | 3  | 4  | -1 | 33,3% | 3  |
| 8      | Salvador           | 3 | 1  | 0 | 2 | 1  | 5  | -4 | 33,3% | 3  |
| 9      | Ecuador            | 2 | 1  | 0 | 1 | 2  | 2  | 0  | 50,0% | 3  |
| 10     | Trinidad és Tobago | 2 | 0  | 1 | 1 | 1  | 2  | -1 | 25,0% | 1  |
| 11     | Kuba               | 2 | 0  | 1 | 1 | 0  | 1  | -1 | 25,0% | 1  |
| 12     | Guatemala          | 2 | 0  | 0 | 2 | 1  | 4  | -3 | 0,0%  | 0  |